# Euclystis nescia
Euclystis nescia là một loài bướm đêm trong họ Erebidae.